# Giuseppe Rusnati
Giuseppe Rusnati (1650, Gallarate, Lombardia - 1713) foi um escultor lombardo do período rococó . Conhecido por ter treinado com Ercole Ferrata e, posteriormente, de 1673 a aproximadamente 1686, por ter treinado o jovem Camillo Rusconi, antes deste último se mudar para o estúdio de Ferrata em Roma.RUSNATI, Giuseppe - Enciclopedia - Treccani Nasceu perto de Como ; morreu em 1713. Trabalhou por muitos anos para o Duomo de Milão, onde trabalhou junto com Giuseppe Buono (1670–1709/21) e Carlo Simonetta (falecido em 1693).
Também contribuiu para a Certosa di Pavia e enviou muitas esculturas para os Sacri Monti do Piemonte e da Lombardia, incluindo para o Monte Calvario; para as capelas 9ª, 10ª e 15ª do Sagrado Monte Calvário de Domodossola ; para as capelas 13ª e 19ª do Sacro Monte di Orta ; e as estátuas de SS Domenico e Francisco no altar-mor (1660–1662) para o Sacro Monte di Varese. O trabalho de Giuseppe Rusnati foi oferecido em leilão várias vezes. Entre as obras vendidas do artista está o busto representando Cesare II Visconti, 3º Marquês de Cislago
A fachada de Santa Maria dell Passione (vista à direita) em Milão é atribuída a Rusnati.